# Condor californian
Condorul californian (Gymnogyps californianus) este o specie de pasăre răpitoare care se află pe locul doi ca mărime în lume și care face parte din familia vulturilor pleșuvi din America (Cathartidae).
Condorul a trăit inițial în America de Nord pe coasta Pacificului, fiind însă aproape exterminat de om. Pentru a salva specia, în 1987 au fost capturați toți condorii aflați încă în libertate. S-au strâns 22  de exemplare, care au fost duse în parcul de animale sălbatice din San Diego și la grădina zoologică din Los Angeles. În urma unui program de înmulțire în captivitate, numărul lor a sporit suficient, astfel că din 1991 au fost eliberate treptat în natură mai multe exemplare, în munții și rezervațiile naturale din regiunea Californiei, Arizona. Condorul californian este în prezent cea mai rară specie de păsări din lume.
În luna februarie 2010 au fost inventariați 348 de condori în viață, din care 187 în libertate.

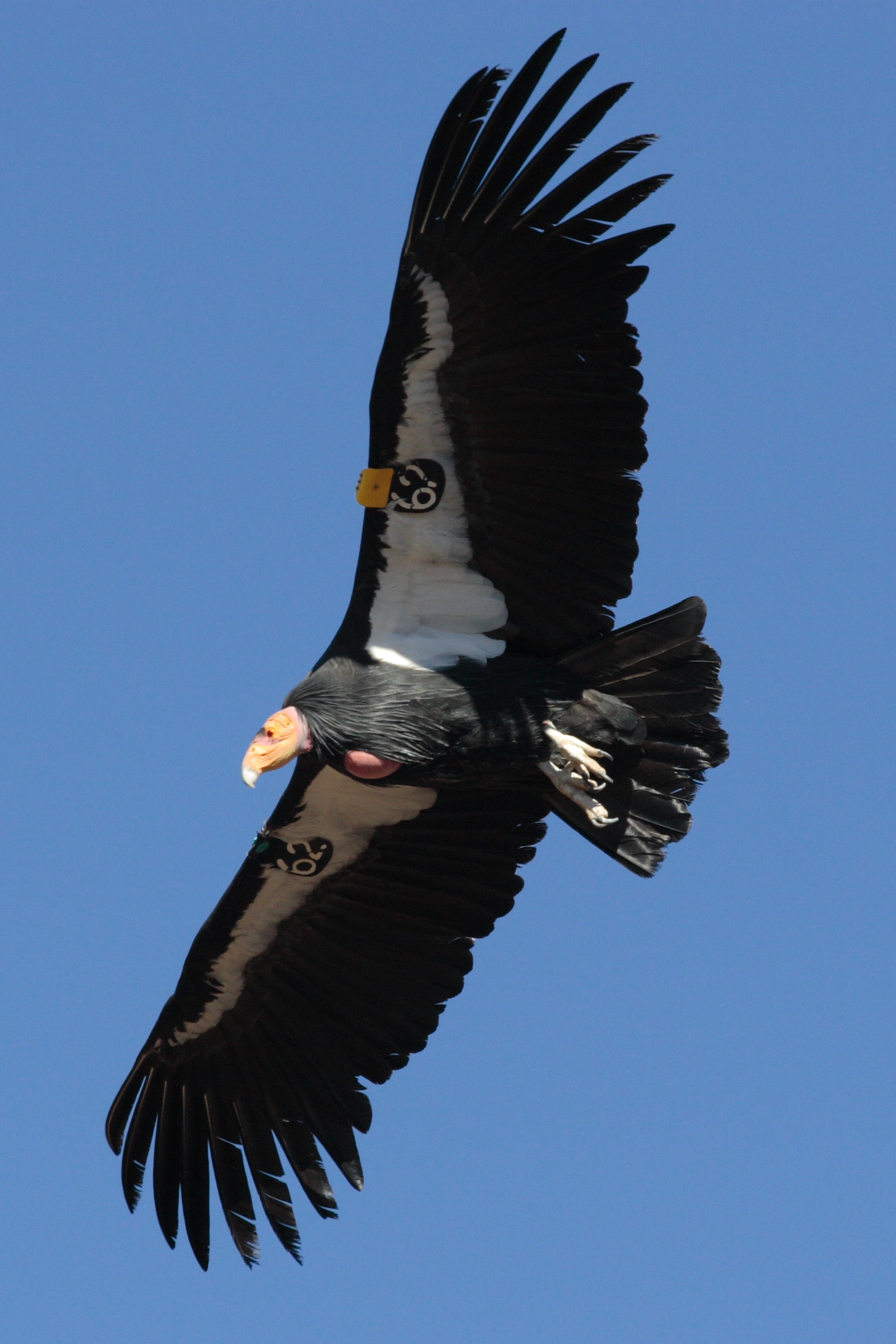
Condor californian în zbor.

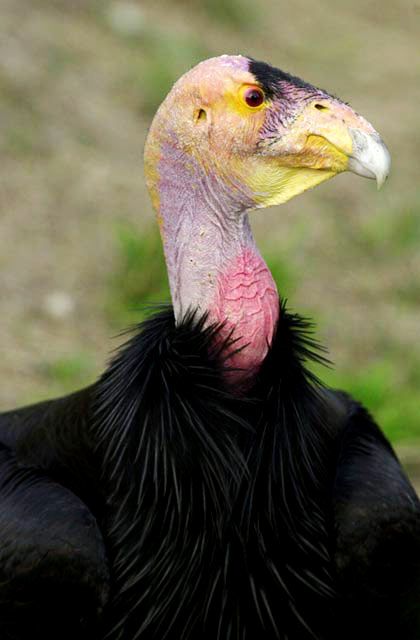